# Quận Sherman, Texas
Quận Sherman (tiếng Anh:Sherman County) là một quận trong tiểu bang Texas, Hoa Kỳ. Quận lỵ đóng ở thành phố Stratford Stratford6. Theo kết quả điều tra dân số năm  2000 của Cục điều tra dân số Hoa Kỳ, quận có dân số 3186 người. Đây là một trong 30 quận khô của tiểu bang.

## Thông tin nhân khẩu
Theo điều tra dân số [3] năm 2000, đã có 3.186 người, 1.124 hộ gia đình, và 865 gia đình sống trong quận. Mật độ dân số là 4 người trên một dặm vuông (1/km ²). Có 1.275 đơn vị nhà ở với mật độ trung bình là 1 trên mỗi dặm vuông (1/km ²). Cơ cấu dân tộc của dân cư quận gồm 82,49% người da trắng, 0,53% da đen hay Mỹ gốc Phi, 0,66% người Mỹ bản xứ, 0,03% người châu Á, 14,63% từ các chủng tộc khác, và 1,66% từ hai hoặc nhiều chủng tộc. 27,43% dân số là người Hispanic hay Latino thuộc chủng tộc nào.
Có 1.124 hộ, trong đó 40,70% có trẻ em dưới 18 tuổi sống chung với họ, 68,00% là các cặp vợ chồng sống với nhau, 6,00% có chủ hộ là nữ không có mặt chồng, và 23,00% là không lập gia đình. 21,50% của tất cả các hộ gia đình đã được tạo thành từ các cá nhân và 10,00% có người sống một mình 65 tuổi trở lên đã được người. Bình quân mỗi hộ là 2,76 và cỡ gia đình trung bình là 3,24.
Trong quận, có cấu tuổi  dân cư quận có 31,40% ở độ tuổi dưới 18, 7,00% 18-24, 26,50% 25-44, 21,50% 45-64, và 13,60% người 65 tuổi trở lên. Tuổi trung bình là 34 năm. Cứ mỗi 100 nữ có 102,50 nam giới. Cứ mỗi 100 nữ 18 tuổi trở lên, đã có 95,70 nam giới.
Thu nhập trung bình cho một hộ gia đình trong quận đã được $ 33.179, và thu nhập trung bình cho một gia đình là $ 38,821. Nam giới có thu nhập trung bình $ 27.481 so với 21.036 $ cho phái nữ. Thu nhập trên đầu cho các quận được $ 17,210. Giới 11,90% gia đình và 16,10% dân số sống dưới mức nghèo khổ, trong đó có 21,90% những người dưới 18 tuổi và 12,00% có độ tuổi từ 65 trở lên.